# Richard de Normandie (fils de Guillaume le Conquérant)
Pour les articles homonymes, voir Richard de Normandie.
Richard de Normandie, né vers 1054 et mort entre 1069 et 1075, est le deuxième fils de Guillaume le Conquérant, roi d'Angleterre et duc de Normandie, et de son épouse Mathilde de Flandre.

## Biographie

### Origines et jeunesse
Selon les chroniqueurs anglo-normands des XIe et XIIe siècles, notamment Guillaume de Jumièges, Guillaume de Malmesbury et Orderic Vital, ainsi que le chroniqueur du XIIIe siècle Matthieu Paris, Richard, né vers 1054, est le deuxième fils de Guillaume II, alors duc de Normandie et qui deviendra roi d'Angleterre en 1066, et de son épouse Mathilde de Flandre, fille de Baudouin V, comte de Flandre, et d'Adèle de France, elle-même fille de Robert II le Pieux, roi des Francs. De ce fait, Richard se trouve ainsi être le petit-neveu d'Henri Ier, roi des Francs, et un cousin germain éloigné au premier degré de son fils et successeur Philippe Ier.
Même si son frère aîné Robert Courteheuse est désigné dès 1063 comme successeur de leur père, Richard n'est pas négligé par son père, qui semble lui montrer beaucoup d'affection. Ainsi, il est mentionné dans un document du recueil des chartes de l'abbaye de Saint-Benoît-sur-Loire, daté de 1067 : dans celui-ci, Guillaume le Conquérant, confirme aux moines de la même abbaye une donation faite par son oncle Richard III, confirmée une première fois par son père Robert Ier et contresignée présentement par son épouse Mathilde et ses fils Robert et Richard. Par ailleurs, Guillaume de Malmesbury et Matthieu Paris dressent un portrait positif et prometteur de Richard. Toutefois, Richard n'a jamais porté le titre de duc de Bernay, qui constitue l'une des possessions continentales de son père : cette erreur provient d'une interprétation erronée d'une inscription du XVIe siècle sur sa tombe.

### Mort
À une date inconnue située entre 1069 et 1075, alors qu'il n'est âgé tout au plus que d'une vingtaine d'années et que, selon Orderic Vital, il n'a pas encore été fait chevalier, Richard de Normandie meurt subitement au cours d'une partie de chasse tenue dans la New Forest, située dans le comté d'Hampshire, en Angleterre. Richard est peu après inhumé dans la cathédrale de Winchester. Sa mort subite bouleverse les projets politiques de son père Guillaume le Conquérant : ce dernier rappelle à ses côtés son troisième fils Guillaume le Roux, qu'il destinait peut-être à une carrière ecclésiastique et qui le remplacera finalement sur le trône d'Angleterre à la suite de sa propre mort en 1087. L'ironie du sort veut que son neveu Richard, bâtard de son frère aîné Robert Courteheuse, et que son frère cadet Guillaume le Roux trouvent respectivement la mort dans cette même forêt dans des circonstances étrangement similaires en mai 1099 et août 1100.
De ce fait, la disparition de Richard vient rapidement alimenter de nombreuses rumeurs, corroborées au XIIe siècle par les chroniqueurs anglo-normands qui dépeignent sévèrement le règne de son frère cadet Guillaume le Roux. Pour leur part, Guillaume de Malmesbury, Guillaume de Jumièges et la chronique Florentii Wigornensis Monachi Chronicon supposent que la mort de Richard est une punition divine infligée en représailles des destructions de villages et d'églises ordonnées par Guillaume le Conquérant dans les environs. Guillaume de Malmesbury laisse entendre que Richard perd la vie pendant qu'il chasse le cerf en contractant un trouble, causé par l'air infecté ; Matthieu Paris, Guillaume de Jumièges et Orderic Vital rapportent quant à eux que Richard, alors qu'il poursuit un animal à cheval, est gravement écrasé entre une solide branche de noyer et la pomme de sa selle, souffrant de blessures mortelles auxquelles il succombe finalement.